# Larry Niven
Laurence van Cott Niven (født 30. april 1938 i Los Angeles, Californien) er en amerikansk science fiction-forfatter. Nivens startede med at udgive historier i 1960'erne, og selvom Nivens historier både omhandler magi og spekulationer om Supermans sex-liv, er han primært kendt for at skrive såkaldt "hård" science fiction, specielt i peridoen i 1970'erne hvor den såkaldte "New Wave" Science fiction var på sit højeste.

## Karriere
En af Nivens mest kendte romaner er Ringworld (Dansk, Ringverdenen) der foregår i det fiktive univers Known Space (Det Kendte Rum) hvor mange af hans historier foregår. Dette univers strækker sig over ca 2 milliarder år før vores tidsregning til engang omkring år 3200.
Nivens forfatterskab inkluderer bøger skrevet i samarbejde med blandt andet Jerry Pournelle og Steven Barnes samt historier skrevet i andres fiktive universer som fx Fred Saberhagens Besærker-univers. Andre forfattere, som f.eks. Poul Anderson, Dean Ing og S. M. Stirling har derudover fået lov at skrive historier indenfor Det Kendte Rum.
Danske udgivelser:
1. Grog'erne (Novellesamling, Irlov-Regulus), 1976
2. Neutronstjerne (Novellesamling, Irlov-Regulus), 1976
3. Galaktisk imperium (Novellesamling, Irlov-Regulus), 1977
4. Ringverden (Roman, Borgen Science-Fiction), 1986
5. Ringbyggerne (Roman, Borgen Science-Fiction), 1992

De tre første bøger er primært novellesamlinger som fortæller om piloten Beowulf Schaeffers oplevelser mens Ringverden-serien fortæller om Beowulfs stedsøn Carlos Wu's oplevelser på Ringverdenen. De fleste af disse historier udspiller sig i Det Kendte Rum.
Priser:
- 1967: HUGO – Neutronstar (Neutronstjerne) (Bedste novelle)
- 1970: NEBULA – Ringworld (Ringverdenen) (Bedste roman)
- 1970: LOCUS – Ringworld (Ringverdenen) (Bedste roman)
- 1971: HUGO – Ringworld (Ringverdenen) (Bedste roman)
- 1972: HUGO – Inconstant Moon (Bedste novelle)
- 1972: DITMARS – Ringworld (Ringverden) (Bedste internationale science fiction)
- 1975: HUGO – The Hole Man (Bedste novelle)
- 1976: HUGO – The Borderland of Sol (Bedste novelle)
- 1980: LOCUS – The Convergent Series (Bedste novellesamling)
- 1984: LOCUS – The Integral Trees (Bedste roman)
- 1998: SEIUN – Fallen Angels

Larry Niven har ikke selv en hjemmeside, men den "mest officielle" fan-klub hvor Larry Niven selv deltager i debatter findes på www.larryniven.net. Her findes også en opdateret liste over Nivens forfatterskab.
Udover bog-udgivelser har Larry Niven b.a. skrevet en historie til Star Trek (udgivet som tegneserien "The soft Weapon") samt omskrevet superhelten Grønne Lygtes univers for Marvel etc. Flere af disse ting fortæller han selv om i bøgerne Playgrounds of the Mind og N-Space hvori der også fortælles om skabelsen af flere af hans historier.